# Нормалізація (обробка зображень)
В обробці зображень нормалізація — це процес, який змінює діапазон значень інтенсивності пікселів. Він застосовується, наприклад, до фотографій з поганою контрастністю через наявність відблисків. Нормалізацію іноді називають контрастним розтягуванням або розтягуванням гістограми. У більш загальних областях обробки даних, таких як цифрова обробка сигналів, вона називається розширенням динамічного діапазону.
Метою розширення динамічного діапазону в різних додатках є, як правило, приведення зображення, або іншого типу сигналу, в діапазон, який є більш звичним або нормальним для сенсорної системи, тому використовують термін нормалізація. Часто метою нормалізації є досягнення узгодженості в динамічному діапазоні для множини даних, сигналів або зображень, щоб уникнути психічного відволікання або втоми. Наприклад, при друку газети прагнуть до того, щоб всі зображення у випуску мали однаковий діапазон відтінків сірого.
Нормалізація перетворює n-вимірне зображення у градаціях сірого
{\displaystyle I:\{\mathbb {X} \subseteq \mathbb {R} ^{n}\}\rightarrow \{{\text{Min}},..,{\text{Max}}\}}
зі значеннями інтенсивності в діапазоні (Min, Max), у нове зображення
{\displaystyle I_{N}:\{\mathbb {X} \subseteq \mathbb {R} ^{n}\}\rightarrow \{{\text{newMin}},..,{\text{newMax}}\}}
зі значеннями інтенсивності в діапазоні (newMin, newMax).
Лінійна нормалізація цифрового зображення в градаціях сірого виконується за формулою
{\displaystyle I_{N}=(I-{\text{Min}}){\frac {{\text{newMax}}-{\text{newMin}}}{{\text{Max}}-{\text{Min}}}}+{\text{newMin}}}
Наприклад, якщо діапазон інтенсивності зображення буде від 50 до 180, а бажаним є діапазон від 0 до 255, то у процесі нормалізації спочатку віднімаємо з кожного значення інтенсивності пікселя 50, завдяки чому отримуємо діапазон від 0 до 130. Потім кожне значення інтенсивності пікселя множиться на 255/130, що забезпечує діапазон від 0 до 255.
Нормалізація також може бути нелінійною, це трапляється, коли немає лінійної залежності між {\displaystyle I} та {\displaystyle I_{N}}. Прикладом нелінійної нормалізації є нормалізація за сигмоподібною функцією. В цьому випадку нормалізоване зображення обчислюється за формулою
{\displaystyle I_{N}=({\text{newMax}}-{\text{newMin}}){\frac {1}{1+e^{-{\frac {I-\beta }{\alpha }}}}}+{\text{newMin}}}
Тут {\displaystyle \alpha } визначає ширину вхідного діапазону інтенсивності, і {\displaystyle \beta } визначає інтенсивність, навколо якої концентрується діапазон.
Автоматична нормалізація в програмному забезпеченні для обробки зображень зазвичай виконує нормалізацію до повного динамічного діапазону системи числення, заданої у форматі файлу зображення.